# White, Hot and Blue
Albums de Johnny Winter
Nothin' But the Blues
(1977) Raisin' Cain
(1980)
White, Hot and Blue, paru en 1978, est le neuvième album studio de Johnny Winter. 

## L'album
Avec cet album, Johnny poursuit dans sa lignée blues entouré de nouveaux musiciens.
Reprises et compositions personnelles alternent sur l'album.
Première réapparition d'Egar Winter sur un album studio de son frère depuis quatre ans.

## Musiciens
- Johnny Winter : chant, guitare
- Pat Rush : guitare
- I.P. Sweat : basse
- Edgar Winter : piano
- Pat Ramsey : harmonica
- Bobby Torello : batterie

## Les titres
| No | Titre                | Durée |
| -- | -------------------- | ----- |
| 1. | Walkin' by Myself    | 3:28  |
| 2. | Slidin' In           | 5:04  |
| 3. | Divin' Duck          | 3:27  |
| 4. | One Step at a Time   | 3:58  |
| 5. | Nickel Blues         | 3:33  |
| 6. | E-Z Rider            | 4:00  |
| 7. | Last Night           | 5:35  |
| 8. | Messin' With the Kid | 2:53  |
| 9. | Honest I Do          | 4:12  |

## Informations sur le contenu de l'album
- Walkin' by Myself est une reprise de Jimmy Rogers (1957).
- Divin' Duck est une reprise de Sleepy John Estes (1929).
- E-Z Rider est une reprise de Taj Mahal (1968).
- Last Night a été composé en 1935 par Scrapper Blackwell et popularisé en 1954 par Little Walter.
- Messin' With the Kid est une reprise de Junior Wells (1960).
- Honest I Do est une reprise de Jimmy Reed (1957).